# Tapmokträsket
Tapmokträsket är en sjö i Jokkmokks kommun i Lappland och ingår i Luleälvens huvudavrinningsområde. Sjön har en area på 0,0866 kvadratkilometer och ligger 173 meter över havet. Tapmokträsket ligger i naturreservatet Tapmokberget och i Tapmokberget Natura 2000-område.
Namnet är en blandning mellan samiska och svenska. Tapmok kommer från det samiska ordet tápmuhk som betyder öring.

## Delavrinningsområde
Tapmokträsket ingår i det delavrinningsområde (736786-172263) som SMHI kallar för Inloppet i Finnselet. Medelhöjden är 151 meter över havet och ytan är 42,73 kvadratkilometer. Räknas de 1116 avrinningsområdena uppströms in blir den ackumulerade arean 21 563,38 kvadratkilometer. Avrinningsområdets utflöde Luleälven (Stora Luleälven) mynnar i havet. Avrinningsområdet består mestadels av skog (73 procent). Avrinningsområdet har 1,78 kvadratkilometer vattenytor vilket ger det en sjöprocent på 4,2 procent.